# عين صيد
عين صيد هي جارية ماؤها مالح في قضاء الخضر في محافظة المثنى في خط العيون في منطقة الرحاب، بالبادية العراقية جنوب العراق، في شمال غربي عين حمود والبعد بينهما أربعون كيلومتراً، والبعد 25 كيلومتراً بينها وجنوب مدينة السماوة، صارت عين صيد منطقة سياحية، يُخطط لتنميتها واستثمارها، وفيها ثلاثون بئراً ومجموعة كبيرة من العيون

## مقاطعات عين صيد
| المقاطعة ورقمها             | مساحتها كيلومتراً | سكانها سنة 2016 |
| 4 عين صيد الشمالية          | 169.53           | 3939            |
| 22 عين صيد الجنوبية الغربية | 128.8            | 41              |
| 23 عين صيد الشرقية          | 250.04           | 0               |

## الطرق
عين صيد متصلة بالطريق العام لمركز قضاء الخضر بطريق فرعي طوله تسعة كيلومترات، ومتصلة بمنطقة الشويلة بطريق ريفي طوله خمسة كيلومترات.
| السماوة  | 25 |
| عين حمود | 40 |

## في التاريخ
قال الحموي في معجمه "جوخاء: بالخاء المعجمة، والمد، يقال تجوخت البئر إذا انهارت، وبئر جوخاء منهارة، وجاخ السيل الوادي اقتلع أجرافه…وهو موضع بالبادية بين عين صيد وزبالة في ديار بني عجل كان يسلكه حاج واسط". وقال علي الكوراني وعبد الهادي الربيعي في كتابهما (سلسلة القبائل العربية في العراق) "2- مواطن بني عجل: سكنت هذه القبيلة وسائر بطون بكر بن وائل في شرق الجزيرة العربية وشمالها الشرقي من البحرين واليمامة إلى الكوفة والحيرة ومن منازلهم: ذو الأراكة...وجوخاء:موضع بالبادية بين عين الصيد وزبالة تقع في طريق الحاج من واسط"، وذكر عبد الجبار الراوي في كتابه البادية المنشور سنة 1949 أنه كان حينئذٍ آل عساف من أهل السماوة يزرعون على عين صيد،